# مضابط (كهرباء)

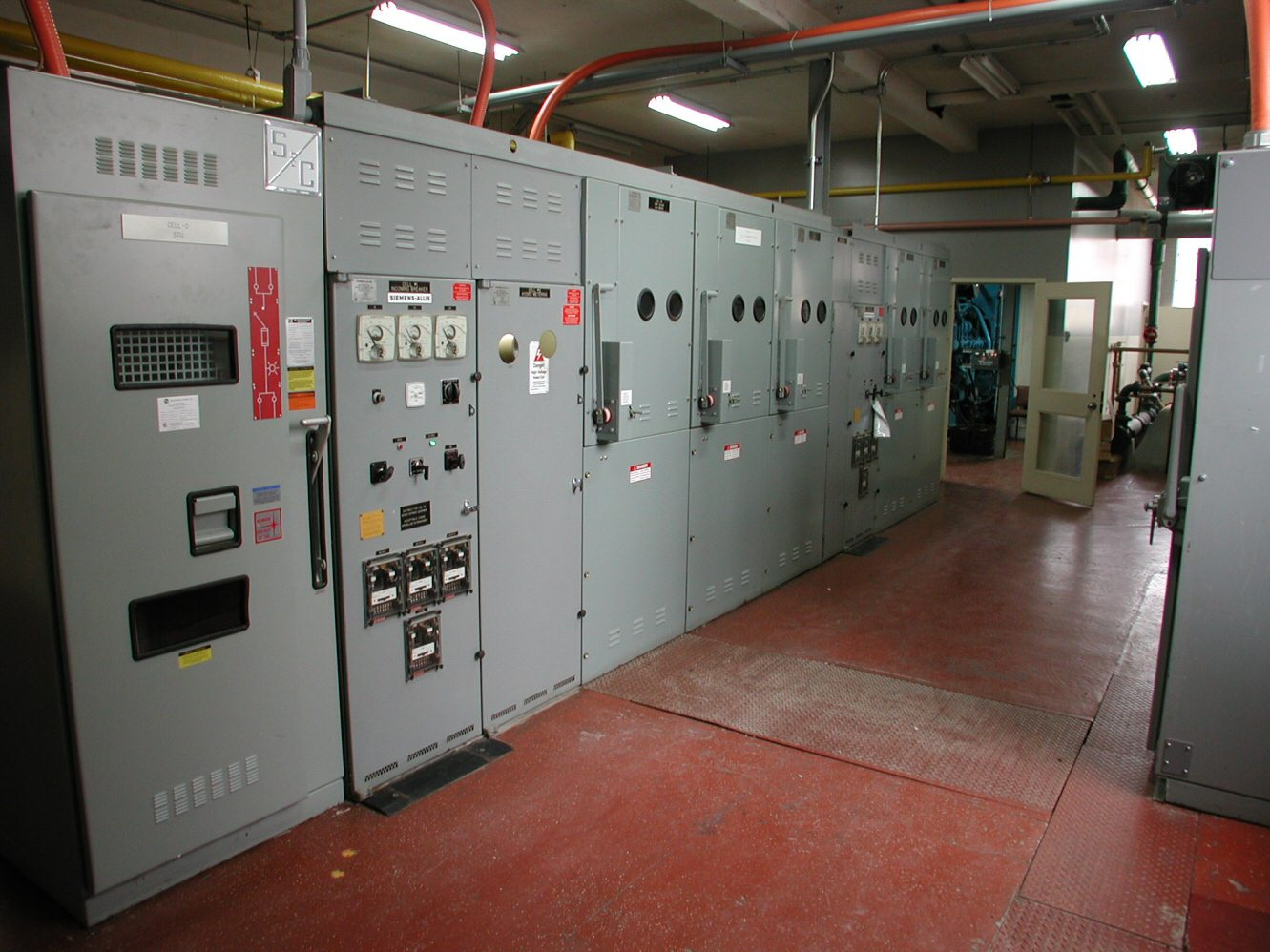

في الهندسة الكهربائية، المَضَابِط أو مجموعة الوَصْل أو مجموعة المفاتيح الكهربائية أو معدات القطع والوصل هو مجموعة من معدات تسمح بتشغيل أو إيقاف تشغيل أجزاء من الشبكة الكهربائية.
اخترعت أجهزة الوصل والفصل ذات الجهد العالي في نهاية القرن التاسع عشر لتشغيل المحركات وآلات الكهربائية الأخرى. وقد تم تحسين هذه التكنولوجيا مع مرور الوقت، ويمكن الآن ان تستخدم مع فولتية تصل إلى 1,100 كيلو فولت.
وقد استخدمت محطات الطاقة المركزية الأولى مفاتيح نصلية مفتوحة، مثبتة على لوحات عازلة من الرخام أو الأسبست. وارتفعت مستويات الطاقة والجهد الكهربائي بسرعة، مما يجعل فتح المفاتيح التي يتم تشغيلها يدويًا أمرًا بالغ الخطورة، لأي شيء بخلاف عزل الدائرة التي يتم إلغاء تنشيطها. تتيح معدات أجهزة الوصل والفصل المملوءة بالزيت احتواء طاقة القوس (بالإنجليزية: arc energy)، والتحكم فيها بأمان. وبحلول أوائل القرن العشرين، سوف يكون خط القواطع الكهربائية عبارة عن هيكل مغلق بالمعادن، يحتوي على عناصر تحويل تعمل بالكهرباء، باستخدام قواطع دائرة النفط. واليوم، تم استبدال المعدات المليئة بالزيت بمعدات تفجير الهواء أو التفريغ أو سادس فلوريد الكبريت (SF6)؛ الأمر الذي يسمح بالتحكم الآمن في التيارات، ومستويات الطاقة الكبيرة بواسطة المعدات الآلية.
تتكون القواطع في نظام الطاقة الكهربائية من: مفاتيح قطع الكهرباء، المنصهرات أو قواطع الدوائر المستخدمة للسيطرة على المعدات الكهربائية وحمايتها وعزلها. وتستخدم في إزالة تنشيط المعدات (فصلها عن مصدر الطاقة)؛ للسماح للعمل الذي ينبغي القيام به ومسح الاعطال. ويرتبط هذا النوع من المعدات ارتباطا مباشرا بموثوقية إمداد الكهرباء.
عادةً، تقع أجهزة الوصل والفصل في المحطات الفرعية على كلا الجانبين: عالية، ومنخفضة الجهد من محولات القدرة الكبيرة. جهاز الوصل والفصل على الجانب منخفض الجهد من المحولات، قد يكون موجود في مبنى مع قواطع دوائر الجهد المتوسط لدوائر التوزيع إلى جانب القياس، والتحكم، ومعدات الحماية. بالنسبة للتطبيقات الصناعية، يمكن الجمع بين المحولات وأجهزة الوصل والفصل في مكان واحد يسمى محطة فرعية موحدة (USS). ووفقاً لأحدث الأبحاث التي قامت بها فيسيون غين (بالإنجليزية: Visiongain). من المتوقع أن يحقق سوق أجهزة الوصل والفصل في جميع أنحاء العالم 152 مليار ونِصف دولار بحلول سنة 2029، وبنسبه %5.9. ومن المتوقع أن يؤدي تزايد الاستثمار في الطاقة المتجددة، وزيادة الطلب على تأمين أنظمة التوزيع الكهربائي إلى توليد الزيادة.

## التاريخ
يرجع عمر أجهزة الوصل والفصل إلى بداية توليد الكهرباء. كانت النماذج الأولى بدائية للغاية، فقد تم تثبيت كل المكونات ببساطة على الجدار، ثمّ ركَّبوها على ألواح خشبية. ولأسباب تتعلق بالحماية من الحرائق، تمّ استبدال الخشب بِأُرْدواز أو رخام. وقد أدى ذلك إلى مزيد من التحسين؛ لأن أجهزة التحويل والقياس يمكن توصيلها بالأمام، بينما كانت الأسلاك في الخلف. إنَّ المفتاح من نوع القَلَّاب المزود بمنصهر عادي، هو أبسط أشكال القواطع الكهربائية. وقد تم استخدامه؛ للتحكم في المصابيح والمعدات الأخرى، وحمايتها في المنازل والمكاتب. بالنسبة للدوائر ذات التصنيف الأعلى، يمكن أن يَخدم مُصهر قدرة التمزقات العالية إتش آر سي (H.R.C) بالتزامن مع محول الغرض من التحكم في الدائرة وحمايتها. ومع ذلك، لا يمكن استخدام هذا المفتاح بشكل مربح في نظام عالي الجهد.

## المكونات
يحتوي تجميع أجهزة الوصل والفصل على نوعين من المكونات:
- مكونات الطاقة التي تقوم بالتشغيل، مثل: المفاتيح، وقواطع الدوائر، والصمامات، ومانعات الصواعق، التي تقوم بمقاطعة تدفق الطاقة الكهربائية.
- وأنظمه التحكم، مثل: لوحات التحكم، ومحولات التيار، ومحولات الجهد، والمرحلات الواقية، والدوائر المرتبطة بها التي تراقب وتتحكم، وتحمي مكونات الطاقة التي تقوم بالتشغيل.

## المكان
قد يتم وضع أجهزة الوصل والفصل الخاصة بانخفاض الجهد الكهربائي داخل المبنى بالكامل. بالنسبة للجهد الأعلى (أكثر من 66 كيلو فولت)، يتم تركيب جهاز الوصل والفصل معزولة بالهواء، وهذا يتطلب مساحة كبيرة. يعمل المفتاح العازل للغاز على توفير المساحة مقارنة بالمعدات المعزولة بالهواء، على الرغم من أن تكلفة المعدات أعلى. أما مفتاح عزل الزيت يمثل خطر انسكاب الزيت. ويمكن تشغيل المفاتيح يدويًا أو أن تشتمل على محركات أقراص للسماح بالتحكم عن بُعد.

## الوظائف
من الوظائف الأساسية لأجهزة الوصل والفصل الحماية، والتي تتمثل في قصر الدارة، وقطع التيار عنها، عندما تصل قيمة التيار كبيرة جدا والمقاومة تؤول إلى الصفر، مع الحفاظ على الخدمة للدوائر غير المتأثرة. كما يوفر جهاز الوصل والفصل عزل الدوائر من إمدادات الطاقة. ويستخدم أيضا لتعزيز توافر النظام، من خلال السماح لأكثر من مصدر واحد بتغذية الأحمال.

## أنواع قواطع التيار
قد يكون جهاز الوصل والفصل عبارة عن مفتاح عازل بسيط في الهواء الطلق، أو قد يتم عزله بواسطة مادة أخرى. ومن الأشكال الفعالة وإن كانت أكثر تكلفة، هي القواطع الكهربائية المعزولة بالغاز ((GIS، حيث يتم عزل الموصلات ونقاط التلامس بغاز سادس فلوريد الكبريت المضغوط (SF6). الأنواع الأخرى الشائعة، هي أجهزة الوصل والفصل المعزولة بالزيت أو التفريغ الهوائي.
وتسمح مجموعة المعدات الموجودة داخل حاوية المفاتيح بقطع تيارات الأعطال، التي تتكون من آلاف الأمبير عن طريق قاطع الدائرة. ويتطلب تثبيت القوس عند قيام القاطع بفصل الدائرة تصميمًا دقيقاً. تكون قواطع الدائرة الكهربائية في هذه الأنواع الستة:

### الزيت
قاطع دائرة الزيت، هو أحد أقدم أنواع قواطع الدائرة. يعتمد على تبخير بعض الزيت؛ لتفجير نفاثة الزيت على طول مسار القوس. حيث يتكون البخار الذي يتم إطلاقه بواسطة القوس الكهربائي من غاز الهيدروجين. عند فصل نقاط تلامس حمل التيار في الزيت، تتم تهيئة القوس في قاطع الدائرة، ثم يتم تبخير الزيت وتحليله في غاز الهيدروجين في الغالب؛ فينتج فقاعة هيدروجين حول القوس الكهربائي، تمنع فقاعة الغاز شديدة الضغط حول القوس إعادة ضرب القوس بعد أن يصل التيار إلى نقطة العبور «صفر» في الدورة. أما الزيت المعدني يحتوي على خاصية عزل أفضل من الهواء.

### الهواء
قد تُستخدم قواطع دائرة الهواء المضغوط أو القوة المغناطيسية للقوس نفسه لتمدد القوس. وبما أن طول القوس المستدام يعتمد على الجهد الكهربي المتاح، فإن القوس الطويل سوف يَستنفد نفسه في النهاية. وبدلاً من ذلك، تتأرجح نقاط التلامس بسرعة داخل غرفة مغلقة صغيرة، فيهرب الهواء النازح وبالتالي يفسد القوس. عادةً ما تكون قواطع الدائرة قادرة على إنهاء كل تدفق التيار بسرعة كبيرة: عادةً ما يكون بين 30 مللي ثانية و150 مللي ثانية وفقًا لعمر الجهاز وتشييده.

### الغاز
تعمل قواطع دوائر غاز  أس أف 6 (SF6) أحيانًا على تمديد القوس باستخدام مجال مغناطيسي، ثم تعتمد على قوة العزل الكهربائي لغاز أس أف 6 (SF6)؛ لتفريغ القوس الممتد.

### الهجين
أجهزة الوصل والفصل الهجينة هي نوع يجمع بين مكونات أجهزة الوصل والفصل التقليدية المعزولة بالهواء أي آي أس (AIS)، والقواطع الكهربائية ((SF6 المعزولة بالغاز جي آي أس (GIS). ويتميز بتصميم صغير الحجم ومعياري، يتضمن العديد من الوظائف المختلفة في وحدة واحدة.

### الفراغ
تتميز قواطع الدائرة المزودة بمقاطع تفريغ بخصائص قوس بسيطة (حيث لا يوجد شيء للتأيين غير مادة التلامس)، لذا يتم فصل القوس عندما يتم تمديدها بمقدار صغير (2 إلى 8 مم). عند القرب من تيار صفري، القوس ليس ساخنًا بما يكفي للحفاظ على البلازما؛ فيتوقف التيار. حيث يمكن أن تتحمل الفجوة ارتفاع الجهد الناتج.
تُستخدَم قواطع الدائرة الكهربائية بشكل متكرر في أجهزة الوصل والفصل الحديثة متوسطة الجهد التي تصل إلى 40500 فولت. وعلى عكس الأنواع الأخرى، فإنها غير مناسبة بطبيعتها؛ لمقاطعة أعطال التيار المستمر.
السبب الذي يجعل قواطع دائرة التفريغ غير مناسبة لكسر جهد التيار المستمر المرتفع، هو أنه مع التيار المستمر لا توجد فترة «صفر التيار». ويمكن أن يقوم قوس البلازما بتغذية نفسه من خلال الاستمرار في التحول إلى غاز (بالإنجليزية: gasify) في مادة التلامس.

### ثاني أكسيد الكربون (CO2)
تعمل القواطع التي تستخدم ثاني أكسيد الكربون كوسيط للعزل وإطفاء القوس، على نفس المبادئ التي يعمل بها قاطع أس أف 6 (SF6)؛ لأن غاز الدفيئة (SF6) أكثر فعالية من ثاني أكسيد الكربون. فعند التحول إلى ثاني أكسيد الكربون من الممكن تقليل انبعاثات غازات الدفيئة بمقدار 10 أطنان خلال دورة حياة المنتج.

## الدوائر الواقية

### قواطع الدائرة والمنصهرات
يتم فصل قواطع الدائرة والمنصهرات عندما يتجاوز التيار مستوى آمنًا محددًا مسبقًا. ومع ذلك، لا يمكنها استشعار أعطال حرجة أخرى، مثل التيارات غير المتوازنة - على سبيل المثال عند ملامسة لفائف المحول للأرض. وفي حد ذاته، لا يمكن لقواطع الدائرة والمنصهرات التمييز بين الدوائر القصيرة ومستويات الطلب الكهربائي العالية.

### مخطط ميرز في النظام الحالي
تعتمد الحماية التفاضلية على قانون كيرتشوف الحالي، الذي ينص على أن مجموع التيارات التي تدخل أو تخرج من عقدة دائرة يجب أن يساوي صفر. باستخدام هذا المبدأ لتطبيق الحماية التفاضلية، يمكن اعتبار أي قسم من المسار الموصل عقدة. قد يكون المسار الموصل هو خط ناقل حركة أو لفائف محول أو لفائف في موتور أو لفائف في العضو الساكن لمولد التيار المتردد. يعمل هذا الشكل من الحماية بشكل أفضل عندما يكون كلا طَرفي المسار الموصل قريبين من بعضهما. وقد اخْتُرِعَ هذا المخطط في بريطانيا العظمى من قِبَل تشارلز هستيرمان ميرز، و برنارد برايس.
يتم استخدام محولات تيار متطابقة لكل لفائف محول أو جهاز آخر. يتم وضع مُحَوِّلات التيار حول الأطراف المقابلة لللف. يجب أن يكون التيار المتطابق من كلا الطرفين. ويكتشف المرحل الواقي أي خلل في التيارات، ويقوم بتوقف قواطع الدائرة لعزل الجهاز. أما في حالة المحول، فإن قواطع الدائرة على كل من المستويين الابتدائي والثانوي سوف تفتح.

### مُرَحِّلات المسافة
تظهر دائرة قِصْر عند طرف خط ناقل حركة طويل مشابهة للحمل العادي؛ لأن معاوقة خط ناقل الحركة تَحُد من تيار الخطأ. ويكتشف مُرَحل المسافة وجود عطل بمقارنة الفولتية والتيار على خط ناقل الحركة؛ فيشير التيار الكبير مع انخفاض الجهد إلى وجود عطل.

## الأمان
للمساعدة على ضمان تسلسل التشغيل الآمن لأجهزة الوصل والفصل، يوفر القفل البيني للمفتاح المحبوس سيناريوهات(لغة) محددة مسبقًا للتشغيل. على سبيل المثال، إذا تم السماح لأحد مصدري الإمداد فقط بالإتصال في وقت معين، فقد يتطلب «نظام التداخل» فتح المفتاح الأول لتحرير مفتاح يسمح بإغلاق المفتاح الثاني.
يمكن أيضًا اختبار جهاز الوصل والفصل الداخلي لاحتواء القوس الداخلي مثل آي إي سي (IEC 62271-200). هذا الاختبار مهم لسلامة المستخدم؛ حيث أن جهاز الوصل والفصل الحديث قادر على تحويل التيارات الكبيرة.
غالبًا ما يتم فحص القواطع الكهربائية باستخدام التصوير الحراري لتقييم حالة النظام، وتوقع الأعطال قبل حدوثها. وتشمل الطرق الأخرى اختبار التفريغ الجزئي بي دي (PD) باستخدام أجهزة اختبار ثابتة أو محمولة، واختبار الانبعاثات الصوتية باستخدام محولات الطاقة المُثَبَّتَة على السطح (لمعدات الزيت) أو أجهزة الكشف فوق الصوتية المستخدمة في فناء المفاتيح الخارجية. يمكن أن تراقِب مستشعرات درجة الحرارة المثبتَّة بكوابل جهاز الوصل والفصل بشكل دائم تراكم درجة الحرارة. يتم تزويد معدات أس أف 6 (SF6) بالإنذارات والتداخل بشكل ثابت؛ للتحذير من فقدان الضغط ولمنع التشغيل في حالة انخفاض الضغط بشكل كبير.
أدى الوعي المتزايد بالمخاطر المرتبطة بمستويات الأعطال العالية إلى قيام مُشَغّلي الشبكات بتحديد عمليات الأبواب المغلقة للمفاتيح الأرضية وقواطع التكسير. وقد حَظَرَتْ العديد من شركات الطاقة الأوروبية المُشَغّلين من استخدام غرف تبديل الطاقة أثناء العمل. تتوفر أنظمة التسابق عن بُعد التي تسمح للمشغل بحامل القواطع الكهربائية من مكان بعيد دون الحاجة إلى ارتداء بدلة خطر وَمِيض القوس الواقية. وتتطلب أنظمة القواطع الكهربائية الصيانة المستمرة والخدمة؛ للحفاظ على السلامة في الاستخدام، وتحسينها بالكامل لتوفير مستويات جهد عالية.